# Macraspis variabilis
Macraspis variabilis är en skalbaggsart som beskrevs av Hermann Burmeister 1844. Macraspis variabilis ingår i släktet Macraspis och familjen Rutelidae. Inga underarter finns listade i Catalogue of Life.